# トップランナー方式
トップランナー方式（トップランナーほうしき）とは、エネルギーの使用の合理化等に関する法律（省エネ法）に基づく機器のエネルギー消費効率基準の策定方法。エネルギー多消費機器のうち省エネ法で指定する特定機器の省エネルギー基準を、各々の機器において、基準設定時に商品化されている製品のうち「最も省エネ性能が優れている機器（トップランナー）」の性能以上に設定する制度。1999年の省エネ法改正により、民生・運輸部門の省エネルギーの主要な施策の一つとして導入された。
達成の評価方法は、出荷台数による加重平均で基準値を達成すれば良く、社会全体での性能向上のインセンティブを果たしつつ、エネルギー効率水準よりも他の機能に重きを置いた機器に関しても、同一区分の高効率機器の出荷によって基準値をクリアすることが可能となる。基準に達しないと、ペナルティーとして社名等を公表、罰金を科される。

## トップランナー基準の策定
トップランナー基準は経済産業大臣の諮問機関である総合エネルギー調査会によって策定される。また、判断基準小委員会によって具体的な基準が審議されるが、委員会は公開で、パブリックコメントも経た上での決定となる。また、WTO等へも通報が行われ、審議から1年から2年半かけて基準は制定される。
また、トップランナー方式の省エネ基準の達成度合いを表示する制度を、省エネラベリング制度という。